# Генри Чичеле
Генри Чичели (англ. Henry Chichele /ˈtʃɪtʃəliː/; также Чечели, англ. Checheley; ок. 1364 — 12 апреля 1443) — архиепископ Кентерберийский (1414—1443) и основатель колледжа Всех Душ в Оксфорде.

## Биография
Чичели родился в Хайам-Феррерсе, графство Нортгемптоншир, в 1363 или 1364 году; в 1443 году, прося разрешения оставить архиепископство, Чичели сказал папе Евгению IV, что ему уже восемьдесят лет. Он был третьим и самым младшим сыном Томаса Чичли (англ. Thomas Chicheley), который появляется в 1368 году в сохранившихся городских записях Хайэма Феррерса в качестве председателя в мэрском суде, а в 1381—1382 и снова в 1384—1385 годах был мэром: фактически, в течение дюжины лет он и Генри Бартон, школьный учитель гимназии Хайэма Феррерса, и некий Ричард Брабазон, по очереди управляли мэрией.
Род занятий Томаса Чичели не упоминается, но его старший сын Уильям находится в самом раннем дошедшем до нас списке (1383) Лондонской бакалейной компании. 9 июня 1405 года Генри Чичели был принят в качестве наследника своего отца в поместье Хайам-Феррерс. Говорят, что его мать, Агнес Пинчен, была благородного происхождения. Таким образом, нет никаких фактических оснований для рассказа (скопированного в словарь национальной биографии от местного историка Джона Коула, Уэллингборо, 1838 г.) о том, что он был подобран Уильямом Уайкемским, как бедный пахарь, «поедающий свою скудную пищу с колен матери». Эта история была неизвестна Артуру Даку, сотруднику колледжа Всех Душ, который написал «жизнь Чичеле» в 1617 году.
Первое зарегистрированное появление самого Чичели в Нью-Колледже, Оксфорд, как Checheley, восьмого среди студентов, в июле 1387 года, в самой ранней из сохранившихся книг холла (hall-book), которая содержит еженедельные списки тех, кто обедает в холле. Он прибыл из Винчестерского колледжа в одной из самых ранних групп ученых из этого колледжа, единственного кормильца нового колледжа, а не из Колледжа Святого Иоанна Крестителя в Винчестере, как предположил Хант в 1887, чтобы скрыть ошибочное предположение, что Колледж Святой Марии в Винчестере был основан только в 1393 году. Колледж Святой Марии был официально основан в 1382 году, а школа была основана в 1373 году.
Чичели появляется в книгах Холла Нью-колледжа вплоть до 1392/1393 года, когда он был бакалавром и отсутствовал в течение десяти недель примерно с 6 декабря по 6 марта, предположительно с целью его рукоположения в сан иподиакона, которое было совершено епископом Дерри, выступающим в качестве суфражистки епископа Лондона. Тогда он уже получил благодеяние, получив королевскую ратификацию своего поместья в качестве пастора Лланварчелла в епархии Святого Асафа 20 марта 1391/1392 года.
В книге холла, помеченной 1393/1394, но на самом деле за 1394/1395, имя Чичли не значится. Затем он покинул Оксфорд и отправился в Лондон, чтобы практиковать в качестве адвоката в главном церковном суде, Arches Court. Его подъем был быстрым. Уже 8 февраля 1395/1396 года он вместе с несколькими рыцарями и клерками должен был выслушать апелляцию по делу Джона Молтона, Эсквайра против Джона Шоуи, гражданина Лондона, от сэра Джона Чейна. Он заседал от имени английского констебля при рыцарском дворе.
Как и другим церковным юристам и государственным служащим того времени, Чичели платили церковными преференциями. 13 апреля 1396 года он получил одобрение приходского дома Святого Стефана в Уолбруке, представленного 30 марта аббатом Колчестера, без сомнения через своего брата Роберта, который восстановил церковь и увеличил ее пожертвования. В 1397 году Ричард Митфорд, епископ Солсбери, назначил его архидиаконом Дорсета, но судебная тяжба по этому поводу продолжалась в Папском суде до 27 июня 1399 года, когда папа отменил иск, наложив вечное молчание на Николаса Бубвита, своего оппонента. В первый год правления Генриха IV Чичли был пастором Шерстона, графство Уилтшир, и пребендарием Нантгвили в колледже Абергвилли, Уэльс; 23 февраля 1401/1402 года, ныне именуемый доктором права, он был помилован за то, что принёс и разрешил использовать буллу папы, предоставляющую ему должность канцлера Солсберийского собора и канцлерство в монастырях Шафтсбери и Уилтона в этой епархии; а 9 января 1402/1403 года он был архидиаконом Солсберийского собора.
В этом году брат Чичели Роберт был старшим шерифом Лондона. 7 мая 1404 года Папа Бонифаций IX предоставил его в распоряжение пребенда в Линкольне, хотя он уже имел пребенды в Солсбери, Личфилде, Сент-Мартинс-Ле-Гранде и Абергвили, а также в живых Брингтона. 9 января 1405 года он нашел время посетить суд в Хайам-Феррерсе и был принят в тамошнюю обитель. В июле 1405 года Чичели начал дипломатическую карьеру с миссии к новому римскому папе Иннокентию VII, который заявлял о своём желании покончить с расколом в папстве путём отставки, если его французский соперник в Авиньоне поступит так же. В следующем году, 5 октября 1406 года, он был послан с сэром Джоном Чейном в Париж, чтобы договориться о прочном мире и браке принца Генриха с французской принцессой Марией, которая стала монахиней в Пуасси в следующем году.
В 1406 году были предприняты новые усилия, чтобы остановить раскол, и Чичели был одним из послов, посланных к новому папе Григорию XII. 31 августа 1407 года Гай Мон (он всегда так пишется, а не Мохун, и был, вероятно, из одного из Хэмпширских Меонов; там был Джон Мон из Хаванта, признанный винчестерским ученым в 1397 году), епископ Святого Давида, умер, а 12 октября 1407 года Чичеле был папой предоставлен епископству Святого Давида. 17 июня 1408 года состоялась его хиротония.
В Сиене в июле 1408 года он и сэр Джон Чейн, как английские посланники, были приняты Григорием XII с особым почётом, а епископ Репингдон Линкольнский, бывший Уиклиффит, был одним из новой партии кардиналов, созданной 18 сентября 1408 года, когда большинство кардиналов Григория покинули его. Они вместе с взбунтовавшимися кардиналами Бенедикта созвали Генеральный совет в Пизе. В ноябре 1408 года Чичели снова был в Вестминстере, когда Генрих IV принял кардинала-архиепископа Бордо и решил поддержать кардиналов в Пизе против обоих пап. В январе 1409 года Чичели был назначен вместе с епископом Солсберийским Халламом и приором Кентерберийским представлять Южное собрание на Соборе, который открылся 25 марта 1409 года и прибыл 24 апреля. Оба папы утратили свои должности, и 26 июня вместо них был избран новый папа.
Чичели и другие посланцы были приняты по возвращении как спасители мира, хотя Современник суммировал этот результат как тройной раскол вместо обычного раскола, а Церковь — как дарение трех мужей вместо двух. Теперь Чичели стал главным фигурантом дела, и королевская коллегия, выслушав три раза подряд доводы, решила, что он не может удерживать свои прежние привилегии в епископстве и что, несмотря на Максиму «Papa potest omnia», папская булла не может заменить закон страны. Соответственно, он был вынужден отказаться от жизни и от должности каноника (28 апреля 1410 года). Однако, поскольку он получил буллу (20 августа 1409 года), позволяющую ему назначать своих преемников на освободившиеся преференции, включая его племянника Уильяма, хотя ещё студента и не состоявшего в орденах, на канцлерство в Солсбери и пребенда в Личфилде, он не ушел ни с чем. В мае 1410 года он снова отправился с посольством во Францию; 11 сентября 1411 года он возглавил миссию, чтобы обсудить брак Генриха V с дочерью герцога Бургундского; и он снова был там в ноябре.
В промежутке Чичели нашел время, чтобы посетить свою епархию в первый раз и быть возведенным на престол в Сент-Дэвидсе 11 мая 1411 года. Он был с английскими войсками под командованием графа Арунделя, который сопровождал герцога Бургундского в Париж в октябре 1411 года и там разбил арманьяков, подвиг, который показал Англии слабость французов. 30 ноября 1411 года Чичели вместе с двумя другими епископами, тремя графами и принцем Уэльским преклонил колени перед королём, чтобы публично поблагодарить его за управление страной. О том, что он пользовался большой благосклонностью Генриха V, свидетельствует то, что в июле 1413 года он был послан вместе с Ричардом де Бошаном, 13-м графом Уориком (1382—1439), во Францию для заключения мира. Сразу же после смерти архиепископа Кентерберийского Томаса Арундела король рекомендовал его папе для возведения в сан архиепископа 13 марта 1414 года, выразил свое королевское согласие на постулирование Чичеле 23 марта 1414 года, переведённое папской буллой 28 апреля 1414 года, и получил паллу 24 июля, причём ему не пришлось ехать для этого в Рим.
Эти даты важны, поскольку они помогают спасти Чичели от обвинения, которое переложил в стихи Шекспир о том, что Чичели подтолкнул Генриха V на завоевание Франции ради того, чтобы отвлечь парламент от раскола Церкви. Нет никаких современных авторитетов для обвинения, которое, по-видимому, впервые появляется в риторической истории Генриха V Редмана, написанной в 1540 году с учётом политической ситуации в то время, на самом деле парламент в Лестере, в котором должны были произноситься речи, начался 30 апреля 1414 года, прежде чем Чичели стал архиепископом. Списки парламента показывают, что он вообще не присутствовал в парламенте. Более того, парламент был так далёк от того, чтобы настаивать на роспуске, что по ходатайству Палаты общин он принял жестокий акт против ересей, обычно называемых лоллардством, направленный на уничтожение короля и всех светских владений, объявив лоллардов преступниками и приказав всем мировым судьям преследовать их школы, конвенты, конгрегации и конфедерации.
В качестве архиепископа Чичели оставался главным образом тем, кем он всегда был, — адвокатом и дипломатом. Он присутствовал при осаде Руана, и король поручил ему лично вести переговоры о сдаче города в январе 1419 года и о женитьбе Екатерины. Он короновал Екатерину в Вестминстере (20 февраля 1421 года), а 6 декабря крестил её ребенка — Генриха VI. Никто не мог бы достичь или сохранить должность архиепископа в то время, не будучи таковым. Итак, он председательствовал на суде над Джоном Клейдоном, Скиннером и гражданином Лондона, который после пяти лет заключения в разное время публично отрёкся от престола перед покойным архиепископом Арунделем, но теперь был обнаружен обладателем книги на английском языке под названием «Фонарь света», в которой содержалась ересь о том, что главной причиной гонений на христиан было незаконное удержание священниками благ этого мира и что архиепископы и епископы были особыми местами Антихриста. Как рецидивирующий еретик, он был оставлен светской рукой Чичели.
1 июля 1416 года Чичели приказал архидиаконам проводить полугодовую инквизицию для преследования еретиков. 12 февраля 1420 года перед ним был начат процесс против Уильяма Тейлора, священника, который в течение четырнадцати лет был отлучен от церкви за ересь, а теперь был унижен и сожжен за то, что сказал, что молитвы должны быть обращены не к святым, а только к Богу. Поразительный контраст был продемонстрирован в октябре 1424 года, когда Стэмфордский монах Джон Рассел, проповедовавший, что любой религиозный «potest concumbere cum muliere», а не смертный грех, был приговорен только к отказу от своей доктрины.
Дальнейшие преследования целой партии лоллардов произошли в 1428 году. Записи о собраниях во времена Чичели представляют собой любопытную смесь преследований за ересь, которые в основном состояли в нападках на церковные пожертвования, с переговорами с министрами короны с целью сокращения до самого низкого уровня церковных взносов в государственные доходы в отношении их пожертвований. Чичели упорно отстаивал привилегии своего престола, и это вовлекало его в постоянную борьбу с Генри Бофортом, епископом Винчестерским. В 1418 году, ещё при жизни Генриха V, он успешно протестовал против того, чтобы Бофор был назначен кардиналом и легатом a latere, чтобы заменить легатскую юрисдикцию Кентербери. Но во время регентства, после восшествия на престол Генриха VI, Бофор добился успеха и в 1426 году стал кардиналом и легатом.
Это привело Чичели к столкновению с папой Мартином V. Борьба между ними была представлена как борьба патриотического архиепископа, сопротивляющегося посягательствам папства на Англиканскую церковь. На самом деле это был почти исключительно личный инцидент, скорее связанный с соперничеством между герцогом Глостером и его сводным дядей кардиналом Бофортом, чем с какими-либо принципиальными соображениями. Чичели, назначив празднование юбилея в Кентербери в 1420 году по обычаю, установленному папами, угрожал отвлечь доходы от паломников из Рима в Кентербери. Свирепое письмо папы к папским нунциям от 19 марта 1423 года осуждало этот процесс как рассчитанный на то, чтобы заманить в ловушку простые души и вымогать у них нечестивую награду, тем самым противопоставляя себя апостольскому престолу и римскому понтифику, которому одному Бог даровал столь великое право. Чичели также навлек на себя гнев папы, выступив против системы папского обеспечения (papal provision), которая отвлекала покровительство от английских рук к итальянским, но непосредственным поводом было предотвратить введение булл, делающих Бофора кардиналом.
Чичели умер 12 апреля 1443 года. Он похоронен в Кентерберийском соборе, в транзи между верхним хором и амбулаторным хором, примыкающим к северо-восточному трансепту. Соседние ворота, от трансепта в хор, известны как «Ворота Чичели». Его сложная и красочная гробница, построенная за много лет до его смерти, изображает его обнаженный труп на нижнем уровне, в то время как на верхнем уровне он изображен великолепным в архиепископском одеянии, его ладони сложены вместе в молитве. Надпись на его могиле гласит: «Я родился в бедности, а потом поднялся до первосвященника. Теперь меня срубили и подали на съедение червям. Взгляни на мою могилу» (англ. I was pauper-born, then to primate raised. Now I am cut down and served up for worms. Behold my grave).